# Benjamin Kiesewetter (Schauspieler)
Benjamin Kiesewetter (* 1985) ist ein deutscher Schauspieler, Hörspiel- und Synchronsprecher.

## Werdegang
Sein erstes Engagement hatte er als Studioschauspieler am Schauspiel Leipzig von 2010 bis 2012. Dort spielte er bspw. die Hauptrolle in I Hired a Contract Killer nach Aki Kaurismäki. Nach dem Studium an der Hochschule für Musik und Theater „Felix Mendelssohn Bartholdy“ Leipzig (Abschluss: Diplomschauspieler) hatte er von 2012 bis 2014 ein Engagement am Hessischen Staatstheater Wiesbaden, an welchem er unter anderem den „Clov“ in Samuel Becketts Endspiel und Wolfgang Herrndorfs Tschick in der Titelrolle spielte.
Seit 2014 ist Benjamin Kiesewetter freier Synchronsprecher und Schauspieler und lebt in Berlin. Als Synchronsprecher wirkt(e) er bspw. in 9-1-1: Lone Star, Disenchantment, Pam & Tommy, Chicago Med und Snowpiercer mit. Er arbeitet auch als Voiceover-Sprecher für Dokumentationen, etwa für Summer Pasture oder Down to Earth.
Kiesewetter ist ein Sohn von Peter Reinhardt, der ebenfalls Schauspieler und Synchronsprecher ist.

## Filmografie (Auswahl)
- 2011: Gefangen (SOKO Leipzig) (Teil 1)
- 2011: Tatort: Nasse Sachen

## Hörspiele (Auswahl)
- 2010: Kristof Magnusson: Das war ich nicht (Jeff) – Bearbeitung und Regie: Steffen Moratz (Hörspielbearbeitung – MDR)
- Arbeit für Titania Medien[6]:
- 2012: Der Schatten über Innsmouth (Gruselkabinett 66), Hörspiel nach H. P. Lovecraft, Titania Medien, ISBN 978-3-7857-4716-2.
- 2012: Die Legende von Sleepy Hollow (Gruselkabinett 68), Hörspiel nach Washington Irving, Titania Medien, ISBN 978-3-7857-4717-9.
- 2012: Stimme in der Nacht (Gruselkabinett 69), Hörspiel nach William Hope Hodgson, Titania Medien, ISBN 978-3-7857-4718-6.
- 2012: Schwarze Krallen (Gruselkabinett 70), Hörspiel nach Robert E. Howard, Titania Medien, ISBN 978-3-7857-4719-3.